# Tetonius
Tetonius is een geslacht van uitgestorven primaten uit de Omomyidae-familie (tribus Tentoniina binnen de Anaptomorphinae-subfamilie), die in Noord-Amerika verspreid waren in het Eoceen. Overblijfselen van Tetonius komen uit sedimenten in Wyoming en Colorado, die tussen de 55,8 en 48,6 miljoen jaar oud zijn. Veel Noord-Amerikaanse Omomyidae zijn vernoemd naar verschillende soorten geografische barrières - vooral bergketens en rivieren - die mogelijk verantwoordelijk zijn voor hun diversiteit. Het geslacht Tetonius is vernoemd naar het Tetongebergte, een bergketen die de skyline van Wyoming domineert.

## Anatomie

### Lichaamslengte
De eerste beschrijver van Tetonius, Edward Drinker Cope, benadrukte dat de kleine primaat een afzonderlijke tak is van de evolutie van de primaat, die aanzienlijk verschilt van die van een andere grote groep Noord-Amerikaanse primaten uit het Eoceen, de Lemur-achtige Notharctiden. Tetonius woog slechts ongeveer negentig gram en was ongeveer twintig keer kleiner dan Notharctus tenebrosus. Hoewel het kleine formaat Tetonius scheidt van de meeste andere primaten uit het Eoceen, suggereerde de anatomie van de schedel en tanden volgens Cope dat Tetonius een sleutelrol zou kunnen spelen in de reconstructie van primatenevolutie en menselijke evolutie. Cope merkte op dat Tetonius vandaag op een aantal manieren op spookdieren lijkt, waaronder de vergrote oogkassen (hoewel niet zo groot als bij spookdieren) en enkele details van het gehoorgebied. Tegelijkertijd merkte Cope op dat de bovenste premolaren van Tetonius vergelijkbaar waren met die van hogere primaten (Anthropoidea) met hun volledige linguale hobbels (Protoconi).

### Schedel
Het meest opvallende kenmerk van de schedel van Tetonius zijn de grote oogkassen, zoals de eerste beschrijver Cope erkende bij het eerste onderzoek van het exemplaar. Met betrekking tot de lengte van de schedel zijn de oogkassen van Tetonius groter dan die van de hedendaagse primaten. Tetonius is in dit opzicht vergelijkbaar met kleine nachtelijke primaten zoals Galago, wat zou kunnen betekenen dat Tetonius ook voornamelijk 's nachts actief was. Bovenkaakfragmenten van andere leden van de Omomyidae, waarbij ook de onderrand van de oogkas is bewaard, geven een indicatie van de grootte van de oogkas over een breder spectrum van de Omomyidae. Hoewel dit bewijs minder overtuigend is dan in het geval van Tetonius, lijkt een grotere oogholte ook deze soorten te karakteriseren. De meeste, zo niet alle, Noord-Amerikaanse Omomyidae lijken daarom vooral 's nachts actief te zijn geweest. Een soortgelijk patroon van activiteit kenmerkt spookdieren, lori's, galagos en veel hedendaagse maki's. In de hogere primaten vertonen alleen de Zuid-Amerikaanse apen (Aotus) een vergelijkbare voorkeur.

### Zintuigen
Op basis van de natuurlijke hersenafdruk kunnen de sensorische aanpassingen van Tetonius worden gereconstrueerd. Aangezien de schedel kan worden gedateerd in het vroege eoceen (ongeveer 54 miljoen jaar geleden), levert Tetonius het vroegste bewijs van de hersenanatomie van de eerste primaten. Zelfs in dit vroege stadium vertoonde het brein van Tetonius een aantal geavanceerde functies die het onderscheiden van andere zoogdieren die tegelijkertijd leefden. Bij Tetonius is de hersenschors uitgebreid in de achterste en temporale gebieden van de hersenen. Dit zijn gebieden die verband houden met zien en horen. Tegelijkertijd is de reukkwab (olfactorius) van de hersenen in vergelijking met andere zoogdieren op dat moment verkleind, maar nog steeds groot naar de normen van primaten die tegenwoordig leven, vooral in vergelijking met de kleine reukkwabben van de nu levende spookdieren. De absolute omvang van het brein van Tetonius is niet echt indrukwekkend - het bereikte een mager volume van slechts 1,5 kubieke centimeter. Zelfs als men bedenkt dat Tetonius slechts iets meer dan negentig gram woog, is de verhouding tussen hersengrootte en lichaamslengte lager dan die van primaten die tegenwoordig leven.

### Gebit
De vroegste en meest primitieve Tetonius-fossielen uit het Bighorn Basin behoren tot een soort die Tetonius matthewi wordt genoemd. Deze kleine primaten hebben langwerpige onderkaken, waarbij de voortanden (van voor naar achter, twee snijtanden, afgekort I1 en I2, een hoektand en drie premolaren, afgekort als P2, P3 en P4) zeer basale onderlinge verhoudingen hebben. In het bijzonder is bij Tetonius matthewi de I1 vrij klein, de hoektanden zijn groter dan I2, een P2 is aanwezig en de P3 wordt ondersteund door twee gescheiden wortels. In de loop van de volgende twee miljoen jaar hebben deze primitieve tand- en kaakstructuren verschillende opeenvolgende veranderingen ondergaan. De gehele onderkaak werd korter van voor naar achter en dieper in het gebied van de kin. Deze scherpe verkorting van de kaak resulteert in een verdichting van de opstelling van de ondertanden. Een van de premolaren (P2) ging bijvoorbeeld volledig verloren. De breed gespreide wortels van een andere premolaar (P3) werden eerst samengeperst en vervolgens samengevoegd tot een enkele wortel die een veel kleinere tandkroon ondersteunt. De hoektanden werden ook verkleind, zodat ze er qua grootte en vorm uiteindelijk hetzelfde uitzien als een van de twee snijtanden (I2). Tegelijkertijd werd de andere onderste snijtand (I2) hypertrofisch en steeds beitelvormig. De recente exemplaren van de Tetonius-lijn in het Bighorn Basin verschillen zo fundamenteel van Tetonius matthewi dat ze in een apart geslacht en soort werden geplaatst, die Pseudotetonius ambiguus wordt genoemd.

## Geschiedenis
De samenwerking tussen Edward Drinker Cope en de Amerikaanse paleontoloog Jacob Lawson Wortman zegt veel over de status van Amerikaanse paleontologen tegen het einde van de negentiende eeuw. Beide mannen deelden veel interesses en ambities, maar ze kwamen uit compleet verschillende werelden. Cope werd geboren in een familie van rijke Quakers in Philadelphia. Dankzij het fortuin van de familie kon hij zijn passie voor de natuurlijke historie nastreven zonder een constante zoektocht naar een vaste betrekking. Wortman daarentegen groeide op in veel bescheidener omstandigheden in Oregon. Hij moest op zijn wetenschappelijk werk vertrouwen om de kost te verdienen, niet andersom. Beide mannen waren briljante geleerden en hun wetenschappelijke prestaties weerspiegelen hun intellect, dat gepaard ging met een hoog niveau van persoonlijke motivatie. Maar hun verschillende oorsprong betekende dat hun relatie eerder hiërarchisch dan evenwichtig was. Een man als Cope vertegenwoordigde de meeste Amerikaanse wetenschappers van die tijd. Wortman daarentegen belichaamde een nieuwe generatie wetenschappers die afhankelijk was van talent, hard werken en, niet in de laatste plaats, veel geluk voor hun succes.
Jacob L. Wortman was een begaafd fossielverzamelaar, zoals zijn latere carrière in de paleontologie duidelijk bevestigt. In 1881 had hij het voordeel in het Bighorn Basin dat hij onaangeroerd terrein vond waarin niemand voor hem fossiele resten van het prehistorische leven had gezocht. Maar al deze factoren kunnen nauwelijks het geluk verklaren dat Wortman had toen hij tot nu toe de oudste primaatschedel in Noord-Amerika vond. In de meer dan 120 jaar daaropvolgende verkenning in het Bighorn Basin - met behulp van de nieuwste kampeeruitrusting, off-road voertuigen, wereldwijd positioneringssysteem en gedetailleerde topografische kaarten - is er geen enkel ander exemplaar van Tetonius aan het licht gekomen dat in zo'n uitstekende staat is. Zo bezien is de Tetonius-schedel van Jacob Wortman uit 1881 uitzonderlijk - en op een manier die het zo kostbaar maakt als de Hopediamant. Het is gemakkelijk te begrijpen waarom sommige paleontologen die een groot deel van hun leven in het Bighorn Basin (Willwood Formation) hebben doorgebracht en professioneel op zoek waren naar fossielen, Wortmans Tetonius het 'juweel van Willwood' noemden.